# Joe Regalbuto
Joe Regalbuto est un acteur et réalisateur américain né le 24 août 1949 à New York, New York (États-Unis).

## Biographie
Il se fit connaître dans les années 1980 en jouant le rôle de Norman Tuttle le génial informaticien qui aide l'ancien policier Jessie Mach joué par Rex Smith à résoudre les enquêtes grâce au Tonnerre mécanique une supermoto qu'il a créée.

## Filmographie

### Acteur
- 1977 : Adieu, je reste (The Goodbye Girl) : Richard III Cast
- 1979 : The Associates (série télévisée) : Eliot Streeter
- 1980 : Cheaper to Keep Her : Chuck
- 1980 : Schizoid : Jake
- 1982 : Missing : Frank Teruggi
- 1982 : Divorce Wars: A Love Story (TV) : Barry Fields
- 1982 : L'Épée sauvage (The Sword and the Sorcerer) : Darius
- 1982 : Honkytonk Man : Henry Axle
- 1982 : Six Weeks, de Tony Bill : Bob Crowther
- 1983 : The Other Woman (TV) : Jeff Marisol
- 1983 : La Nuit des juges (The Star Chamber) : Arthur Cooms
- 1983 : Ace Crawford, Private Eye (série télévisée) : Toomey (1983)
- 1984 : Signé : Lassiter (Lassiter) : Peter Breeze, FBI
- 1984 : Invitation pour l'enfer (Invitation to Hell) (TV) : Tom Peterson
- 1985 : Tonnerre mécanique (Street Hawk) (série télévisée) : Norman Tuttle
- 1985 : Plus fort la vie (Love Lives On) (TV) : Dr Dan
- 1986 : Fuzz Bucket (TV) : Dad
- 1986 : Le Contrat (Raw Deal) : Marvin Baxter
- 1986 : Double Trahison (That Secret Sunday) (TV) : Willie Fitz
- 1987 : Les Craquantes (série télévisée) : Jeremy
- 1987 : J. Edgar Hoover (TV) : William C. Sullivan
- 1987 : Le Sicilien (The Sicilian) : Father Doldana
- 1988 : Police Story: Cop Killer (TV) : Grady Dolin
- 1988 : Fatal Judgement (TV) : Charlie Capute
- 1989 : Deadly Weapon
- 1989 : Prime Target (TV)
- 1990 : The Love Boat: A Valentine Voyage (TV) : Tony Blanchard
- 1990 : Leona Helmsley: The Queen of Mean (TV) : Paul Summerton
- 1991 : Writer's Block (TV) : Det. Mark Browning
- 1993 : Other Mothers (TV) : Ren
- 1994 : Le Prix de la tyrannie (Beyond Obsession) (TV) : Jake Meletti
- 1995 : Bodily Harm (en) de James Lemmo (en) : Stan Geffen
- 2000 : Landscape : Gene
- 2001 : Late Boomers (TV)
- 2001 : Pour l'amour de Katie (Mockingbird Don't Sing) : Dr Norm Glazer
- 2008 : Ghost Whisperer : Bill Bradford
- 2009 : NCIS : Colonel George Ellis
- 2009 : Esprits criminels : Commandant Marks

### Réalisateur
- 1996 : À la une (Ink) (série télévisée)
- 1997 : Le Petit Malin (Smart Guy) (série télévisée)
- 1998 : Jesse (série télévisée)
- 1999 : The Norm Show (série télévisée)
- 1999 : It's Like, You Know... (série télévisée)
- 2000 : Papa s'en mêle (Daddio) (série télévisée)
- 2000 : Nikki (série télévisée)
- 2002 : Greetings from Tucson (série télévisée)
- 2003 : All About the Andersons (en) (série télévisée)
- 2003 : La Famille en folie (série télévisée)
- 2003 : I'm with Her (série télévisée)